# Artana
Artana – gmina w Hiszpanii, w prowincji Castellón, w Walencji, o powierzchni 36,33 km². W 2011 roku gmina liczyła 1974 mieszkańców.